# Gevolmachtigd minister van Suriname
De gevolmachtigd minister van Suriname was vanaf de inwerkingtreding van het Statuut voor het Koninkrijk in 1954 tot de onafhankelijkheid van de Republiek Suriname in 1975 de vertegenwoordiger van Suriname in Nederland. De gevolmachtigd minister maakte deel uit van de Rijksministerraad, waarin ook de Nederlandse ministers en de gevolmachtigd minister van de Nederlandse Antillen zitting hadden. De rijksministerraad neemt besluiten die het hele koninkrijk betreffen en vaardigt zogeheten rijkswetten uit.

## Gevolmachtigd ministers van Suriname
- Raymond Henri Pos (NPS) 1954-1963
- Freek Emanuels (NPS) 1963-1964
- Jo Einaar (NPS) 1965-1968
- Walter Lim A Po (NPS) 1968-1970
- Desi Polanen (NPS) 1970-1974
- Wim van Eer (NPS) 1974-1975; was vervolgens tot 1980 Surinaams ambassadeur in Nederland